# Ik ben
"Ik ben" of "Het is ik" is een letterlijke vertaling van het Oudgriekse Ἐγώ εἰμι, Ego eimi (Latijn: Ego sum), een nadrukkelijke vorm van het koppelwerkwoord εἰμι, "ben". In het (Koine) Grieks drukt de vorm van het werkwoord ook de persoon waarin wordt gesproken uit, dus is - in tegenstelling met het Nederlands - geen persoonlijk voornaamwoord nodig. Als het persoonlijk voornaamwoord toch wordt gebruikt, duidt dat meestal de beklemtoning aan van degene die wordt aangeduid, in dit geval dus "Ik ben" of "Het is ik".
In de evangeliën staat dat Jezus deze vorm enkele keren gebruikte om naar zichzelf te verwijzen, in het Evangelie van Johannes zeven keer met specifieke titels. Deze zijn onderwerp van een aanzienlijke hoeveelheid christologieën.
Buiten dit specifieke gebruik in het Nieuwe Testament wordt de term in andere stromingen en in het algemeen gebruikt om het bewustzijn aan te duiden of het "zijnde": dat wat IS. Een beroemde variant is Cogito ergo sum, "Ik denk, dus ik ben", de fundamentele filosofische stelling van René Descartes.

## Nieuwe Testament
In het Nieuwe Testament, werd het persoonlijk voornaamwoord ἐγώ in samenhang met het eerste persoon enkelvoud koppelwerkwoord εἰμι vooral door Jezus gebruikt, vooral in het Evangelie volgens Johannes, maar er zijn vele uitzonderingen.
In Johannes wordt het zowel met als zonder naamwoordelijk gezegde gebruikt. De zeven keer met naamwoordelijk gezegde hebben geleid tot sommige titels van Jezus:
- Ik ben het Brood des Levens (Johannes 6:35)
- Ik ben het Licht van de Wereld (Johannes 8:12)
- Ik ben de Deur (Johannes  10:9)
- Ik ben de Goede Herder (Johannes 10:11,14)
- Ik ben de Opstanding en het Leven (Johannes 11:25)
- Ik ben de Weg, de Waarheid en het Leven (Johannes 14:6)
- Ik ben de Wijnstok (Johannes 15:1,5)

Het wordt ook gebruikt zonder naamwoordelijk gezegde, wat niet heel gebruikelijk was in Koine, waardoor sommigen het interpreteren als Jezus' verklaring dat hij God was in de zin van de drie-eenheid. In Johannes 8:24 zei Jezus: "als u niet gelooft dat ik [het] ben, zult u inderdaad in uw zonden sterven" (voor de duidelijkheid vierkante haken geplaatst om het ingevoegde woord "het" in de NBV) en in 8:58: "van voordat Abraham [er] was, ben ik [er]" (ook hier ingevoegde woorden tussen vierkante haken gezet). Sommigen beschouwen de uitspraak in Johannes 8:58 grammaticaal anders dan die in 8:24, want het koppelwerkwoord kan met iedere uitdrukking met een gezegde worden gebruikt en niet alleen met een naamwoordelijk gezegde, zoals in ὅπου εἰμὶ ἐγὼ καὶ ὑμεῖς ἦτε, "dan zullen jullie zijn waar ik ben" in Johannes 14:3. πρὶν Ἀβραὰμ γενέσθαι, "voordat Abraham [er] was" kan worden opgevat als een constructie waarbij gezegde en voorzetsel worden gecombineerd, waardoor ἐγώ εἰμὶ, "ik ben" in Johannes 8:58 grammaticaal geen naamwoordelijk gezegde vereist, maar het is vrij ongewoon dat een werkwoord in de tegenwoordige tijd wordt gebruikt met een temporeel bijwoord als πρὶν in een verklarende uitspraak, hoewel er zeldzame uitzonderingen zijn buiten het Nieuwe Testament. Verklaringen van Johannes 8:58 berusten dus meer op theologie dan op Griekse grammatica.
Rudolf Bultmann en anderen voerden de "Ik ben" uitspraken met naamwoordelijk gezegde terug op gnostisch-mandeïstische bronnen, maar zagen de absolute "Ik ben" uitspraken  als "eigenlijke spraak", in de lijn met de oudtestamentische zelfopenbaringsformule JHWH.

## Oude Testament
ἐγώ εἰμι komt ook zonder een expliciet of impliciet naamwoordelijk gezegde voor in de Septuagint, maar altijd met een zinsdeel met een voorzetsel zoals in Genesis 30:2: μὴ ἀντὶ θεοῦ ἐγώ εἰμι ..., "Ben ik in plaats van God ..." (in de NBV: "Ik ben toch zeker God niet?") of met een predicatieve bepaling zoals in Genesis 23:4: πάροικος καὶ παρεπίδημος ἐγώ εἰμι μεθ' ὑμῶν, "Als vreemdeling ben ik bij u" (in de NBV: "Ik woon maar als vreemdeling bij u") of met de idiomatische betekenis "Het is ik" zoals in 2 Samuel 20:17: καὶ εἶπεν Ἰωαβ ἀκούω ἐγώ εἰμι, "En Joab zei: ik luister; het is ik" (in de NBV: "Jazeker, antwoordde hij ... ik luister").
De unieke uitdrukking van het tetragrammaton יהוה, JHWH bestaat uit matris lectionis (medeklinkers die klinkers aangeven) die een aanwijzing kunnen zijn dat het gaan om een cognaat object gaat dat is afgeleid van היה, hayah, het Hebreeuwse koppelwerkwoord dat we ook kennen als het werkwoord "zijn". Dit woord wordt vaak vertaald in lijn met de traditie van de Septuagint, als "HEER". Maar omdat het vaak als bijstelling wordt gebruikt, of zelfs als status constructus (wat niet met zekerheid kan worden gezegd) met elohim, kan het duiden op "het zijn" of de "IK BEN" van God. De exacte betekenis is al duizenden jaren onderwerp van theologische speculatie, maar dat in Johannes hiermee met Jezus' "Ik ben" uitspraken een relatie werd getracht te leggen, lijkt voor de hand te liggen.

## Gnosticisme
In de Nag Hammadigeschriften komen in het boek De donder, volmaakt bewustzijn talloze "Ik ben" uitspraken voor. En  in Thomas 77 staat: "Jezus zei: Ik ben het licht dat over alle dingen schijnt. Ik ben alles. Uit mij kwam alles voort, en naar mij strekte alles zich uit. Klief een stuk hout en ik ben daar; til de steen op en daar zul je mij vinden."

## Het Hindoeïsme
In de Bhagavad gita spreekt Krishna over zichzelf in talloze "Ik ben" uitspraken.

## Verder lezen
- (en)  The "I am" of the fourth Gospel door Philip B. Harner ISBN 0800630602, 1970